# Gagrella scabra
Gagrella scabra is een hooiwagen uit de familie Sclerosomatidae.